# Karol Weisslechner
Karol Weisslechner (* 13. února 1957 Bratislava) je slovenský šperkař, designér, interiérový architekt a vysokoškolský pedagog.

## Život
Karel Weisslechner v letech 1980–1988 absolvoval studium architektury na Vysoké škole výtvarných umení v Bratislavě na katedře architektury u Vojtěcha Vilhana. Poté zůstal na katedře architektury jako asistent a v letech 1990–1965 pracoval v ateliéru Architráv VŠVU.
V roce 1995 převzal na téže škole po Antonu Cepkovi vedení ateliéru šperku, který nazval "Ateliér S+M+L_XL–KOV A ŠPERK". Názvem vyjádřil rozšíření výuky z dosavadní tvorby autorských šperků na stolní nádobí, náčiní a menší i větší předměty vybavení interiéru, jako jsou osvětlovací tělesa, nábytek či jeho doplňky. V roce 2006 byl jmenován profesorem Vysoké školy výtvarných umění a designu v Bratislavě a v letech 2007 (leden)-2012 (únor) zastával na téže škole funkci rektora. Po odchodu ze školy externě přednášel na různých školách, například v Trevíru.

## Tvorba
Středem jeho zájmu jsou šperk a drobné objekty volného umění, dále design, instalace, architektura interiéru a scénografie. Jeho osobitý styl v sobě má vždy jemnou poetiku, harmonickou barevnost a precizní formální zpracování materiálů. Své principy a teorii tvorby formuloval v knižní monografii z roku 2008.
Svou tvorbu charakterizoval slovy:
„Moje šperky jsou většinou jakýmisi schránkami, ve kterých lze něco ukrýt, ale zároveň i něco odkrývají. Architektonický prostor má z mého pohledu tytéž kvality, ve kterých se dokážu aktivně pohybovat a navodit konkrétní pocity.“ 